# Alphonse U Than Aung
Alphonse U Than Aung (ur. 1 sierpnia 1933, zm. 2 listopada 2004), duchowny katolicki Mjanmy (dawniej Birmy), arcybiskup Mandalay.
Otrzymał święcenia kapłańskie 18 stycznia 1959. W kwietniu 1975 został mianowany przez papieża Pawła VI biskupem pomocniczym Mandalay, z biskupią stolicą tytularną Horrea. Otrzymał sakrę biskupią z rąk Edwarda Cassidy (dyplomaty watykańskiego, pełniącego funkcję nuncjusza w państwach azjatyckich) 19 października 1975. Po śmierci arcybiskupa U Ba Khima (metropolity Mandalay) mianowany jego następcą we wrześniu 1978.
W kwietniu 2002 zrezygnował z dalszego kierowania archidiecezją, otrzymał tytularne arcybiskupstwo Chusira. Zmarł na początku listopada 2004.